# Оператор Казиміра
В математиці Інваріант Казиміра або Оператор Казиміра - це значний елемент центру алгебри Лі. Прикладом є квадрат оператора кутового моменту, що є інваріантом Казиміра 3-вимірної групи обертань — SO(3).

## Визначення
Нехай {\displaystyle {\mathfrak {g}}} — {\displaystyle n}-вимірна напівпроста алгебра Лі. Нехай {\displaystyle \{X_{i}\}_{i=1}^{n}} — будь-який базис {\displaystyle {\mathfrak {g}}}, а {\displaystyle \{X^{i}\}_{i=1}^{n}} — дуальний базис, по відношенню до фіксованої інваріантної білінійної форми (наприклад, формі Кіллінга) на {\displaystyle {\mathfrak {g}}}. Елемент Казиміра {\displaystyle \Omega } — це елемент універсальної згортаючої алгебри, що визначається формулою
{\displaystyle \Omega =\sum _{i=1}^{n}X_{i}X^{i}.}
Попри те, що визначення елементу Казиміра відноситься до конкретного вибору базису в алгебрі Лі, легко показати, що отриманий елемент {\displaystyle \Omega } не залежить від цього вибору. Більше того, інваріантність білінійної форми, що була використана у визначенні, має на увазі, що елемент Казиміра комутує з усіма елементами алгебри {\displaystyle {\mathfrak {g}}}, і, відповідно, лежить в центрі універсальної згортаючої алгебри {\displaystyle U({\mathfrak {g}}).}
Будь-якому представленню {\displaystyle \rho } алгебри {\displaystyle {\mathfrak {g}}} у векторному просторі V, можливо нескінченновимірному, відповідає інваріант Казиміра {\displaystyle \rho (\Omega )}, лінійний оператор у V, що задається формулою
{\displaystyle \rho (\Omega )=\sum _{i=1}^{n}\rho (X_{i})\rho (X^{i}).}
Частинний випадок даної конструкції грає важливу роль в диференціальній геометрії і загальному аналізі. Якщо зв'язана група Лі G з алгеброю Лі {\displaystyle {\mathfrak {g}}} діють на диференційовному многовиді M, то елементи {\displaystyle {\mathfrak {g}}} представляються диференціальними операторами першого порядку на M. Представлення {\displaystyle \rho } діє у просторі гладких функцій на M. В такій ситуації інваріант Казиміра — це G-інваріантний диференціальний оператор другого порядку на M, що визначається з вищеприведеної формули.
Можуть бути визначені також загальніші інваріанти Казиміра. Зазвичай вони зустрічатьються при вивченні псевдо-диференціальних операторів і теорії Фредгольма.

## Властивості
Оператор Казиміра — це член алгебри всіх диференціальних операторів, що комутують з усіма генераторами в алгебрі Лі.
Число незалежних елементів центру універсальної згортаючої алгебри також є рангом у випадку напівпростої алгебри Лі. Оператор Казиміра дає поняття Лапласіана на загальних напівпростих групах Лі; але такий шлях показує, що може існувати не єдиний аналог Лапласіана, для рангу >1.
За визначенням, будь-який член центру універсальної згортаючої алгебри комутує з усіма іншими елементами в алгебрі. Відповідно до леми Шура в довільному незвідному представленні алгебри Лі оператор Казимира є пропорційним до тотожності. Цей коефіцієнт пропорційності може бути використаний для класифікації представлень алгебри Лі (а, відповідно, також її групи Лі). Фізична маса і спін — приклади таких коефіцієнтів, як і багато інших квантових чисел, що використовуються в квантовій механіці. Зовнішньо, топологічні квантові числа являють собою винятки з цієї моделі, хоча більш глибокі теорії наводять на думку, що це дві грані одного явища.

## Приклад: so(3)
Алгебра Лі {\displaystyle {\mathfrak {so}}(3)} відповідає SO(3), групі обертів 3-вимірного евклідового простору. Вона є напівпростою рангу 1 і тому має єдиний незалежний інваріант Казиміра. Форма Кіллінга для групи обертів — це лише символ Кронекера, а інваріант Казиміра — просто сума квадратів генераторів {\displaystyle L_{x},\,L_{y},\,L_{z}} даної алгебри. Тобто, інваріант Казиміра задається формулою
{\displaystyle L^{2}=L_{x}^{2}+L_{y}^{2}+L_{z}^{2}.}
В незвідному представленні, інваріантність оператора Казиміра припускає його кратність одиничному елементу e алгебри, так що
{\displaystyle L^{2}=L_{x}^{2}+L_{y}^{2}+L_{z}^{2}=\ell (\ell +1)e.}
У квантовій механіці, скалярне значення {\displaystyle \ell } відноситься до повного моменту кількості руху. Для скінченновимірних матричнозначних представлень групи обертань, {\displaystyle \ell } завжди  ціле (для бозонних представлень) або напівцілим (для ферміонних представлень).
Для даного числа {\displaystyle \ell }, матричне представлення {\displaystyle (2\ell +1)}-вимірне. Так, наприклад, 3-вимірне представлення so(3) відповідає {\displaystyle \ell \,=\,1}, і задається генераторами
{\displaystyle L_{x}={\begin{pmatrix}0&0&0\\0&0&-1\\0&1&0\end{pmatrix}},L_{y}={\begin{pmatrix}0&0&-1\\0&0&0\\1&0&0\end{pmatrix}},L_{z}={\begin{pmatrix}0&-1&0\\1&0&0\\0&0&0\end{pmatrix}}.}
Тоді інваріант Казиміра:
{\displaystyle L^{2}=L_{x}^{2}+L_{y}^{2}+L_{z}^{2}=2{\begin{pmatrix}1&0&0\\0&1&0\\0&0&1\end{pmatrix}},}
оскільки {\displaystyle \ell (\ell +1)\,=\,2} при {\displaystyle \ell \,=\,1}. Таким самим чином 2-вимірне представлення має базис, що задається матрицями Паулі, які відповідають спіну 1/2.

## Власні значення
Враховуючи, що {\displaystyle \Omega } займає центральне місце в згортаючій алгебрі, вона діє скаляром на прості модулі. Нехай {\displaystyle \langle ,\rangle } буде нашою білінійною симетричною невиродженою формою, за допомогою якої ми визначаємо {\displaystyle \Omega }. Нехай {\displaystyle L(\lambda )} буде скінченновимірним модулем найбільшого значення, вагою {\displaystyle \lambda }. Тоді елемент Казиміра {\displaystyle \Omega } діє на {\displaystyle L(\lambda )} на відміну від {\displaystyle \langle \lambda ,\lambda +2\rho \rangle ,} де {\displaystyle \rho } визначається як півсума додатних коренів.